# Staatliche Bibliothek Ansbach
Die Staatliche Bibliothek Ansbach (Schlossbibliothek) in Ansbach ist die Regionalbibliothek des Freistaates Bayern der Region. Als wissenschaftliche Bibliothek steht sie allen Interessenten aus der Region für wissenschaftliche Zwecke sowie der beruflichen Arbeit und der Fortbildung zur Verfügung.

## Bestand

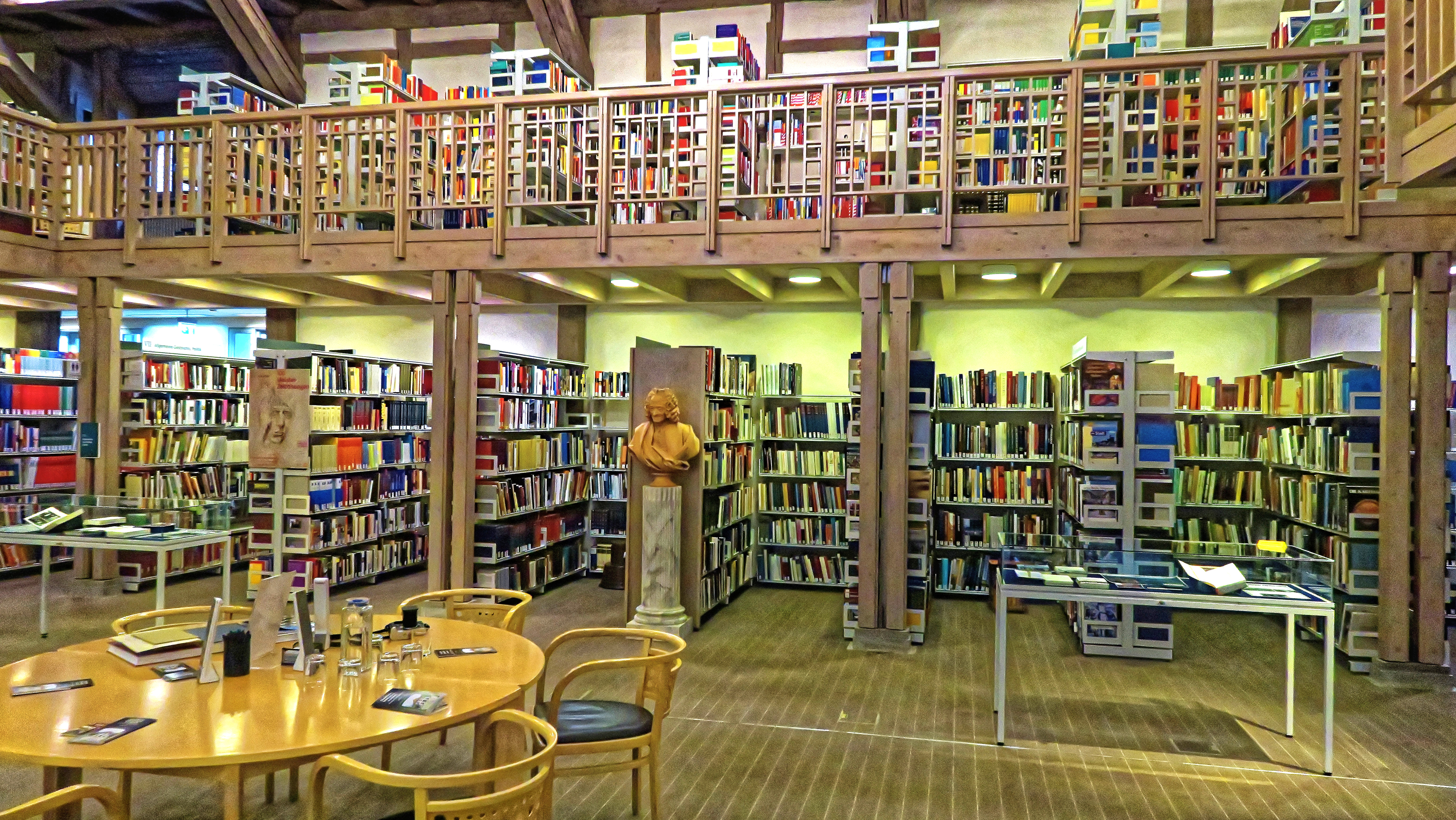
Der Lesesaal der Staatlichen Bibliothek Ansbach

Die Bibliothek verfügt über einen Bestand von 140.000 Medieneinheiten und fast 100 Zeitschriften.
Der Altbestand an Handschriften und seltenen Drucken umfasst:
- Handschriften
  - Lateinische Handschriften (173 Bände, davon 165 aus dem Mittelalter)
  - Musikhandschriften (34 Bände)
  - Handschriften des Historischen Vereins Mittelfrankens (insgesamt 96 Bände)
- Inkunabeln (95 Bände = 91 Titel sowie 6 Mehrfachexemplare; zwei Bände gelten als vermisst)
- Altkartenbestände

## Geschichte
Markgraf Wilhelm Friedrich von Brandenburg-Ansbach erklärte am 21. Dezember 1720 die bisherige fürstliche Hausbibliothek zur öffentlichen Landesbibliothek. Am Ende der Markgrafenzeit zählte die Schlossbibliothek über 20.000 Bände. Von der nachfolgenden preußischen Regierung wurde 1805/6 die Abführung des größeren und wertvolleren Teils der Schlossbibliothek an die Universitätsbibliothek Erlangen befohlen. 1806 kam Ansbach zum Königreich Bayern. 1824 erhielt die Bibliothek die sogenannten Literalien der Regierung des Rezatkreises (Gesetzbücher, Kommentare, Amtsblätter) und hieß seitdem Regierungsbibliothek. 1959 wurde die Regierungsbibliothek zur staatlichen Bibliothek umgewandelt. Im Mai 1972 wurden im 2. Stock des Schlosses neue Räume bezogen. Im Mai 1988 erfolgte der Einzug der Staatlichen Bibliothek in das zweckmäßig umgebaute ehemalige Markgrafentheater.